# Girônimo Zanandréa
Girônimo Zanandréa (São Valentim, 9 de junho de 1936 - Erechim, 3 de novembro de 2019) foi um bispo católico brasileiro. Foi bispo emérito da diocese de Erexim.

## Biografia
Filho de José Zanandréa e Rosa Dall Prá Zanandréa. Fez os estudos iniciais em Benjamim Constant do Sul, de 1947 a 1949, o pré-seminário em Frederico Westphalen, no ano de 1950, e de 1951 a 1954 no Seminário Diocesano São José, em Santa Maria. Cursou o ensino médio em Erechim no Seminário Nossa Senhora de Fátima, de 1955 a 1957. A partir de 1958 até 1964 cursou as faculdades de Filosofia e de Teologia no Seminário Maior Nossa Senhora da Conceição em Viamão.

## Presbiterato
Foi ordenado sacerdote aos 3 de julho de 1964 na cidade de Benjamim Constant do Sul. Como presbítero desempenhou as seguintes funções: de 1965 a 1966 foi formador e professor no Seminário de Fátima de Erechim; em 1967 foi Diretor Espiritual e Professor no Seminário Sagrado Coração de Jesus de Tapera; de 1968 a 1972 foi Formador e Professor no Seminário de Fátima de Erechim; de 1973 a 1977 assumiu o cargo de Reitor e Professor no Seminário de Fátima, e em 1977 cursou especialização em Filosofia na Universidade de Passo Fundo; de 1978 a 1981 foi Vigário Paroquial da Catedral São José e Professor no Seminário de Fátima; de 1982 a agosto 1983 foi Vigário Paroquial de Aratiba e Barra Rio Azul; de 1985 a 1986 foi Vigário Paroquial da Catedral São José e posteriormente, em 1987 foi Pároco da mesma Catedral em Erechim.
De 1983 a 1985 fez mestrado em Teologia Dogmática na Pontifícia Universidade Gregoriana em Roma.///
Atuou entre os anos de 1969 a 1987 como Professor de Filosofia e Metodologia Científica da Pesquisa no Centro de Ensino Superior de Erechim (CESE-FAPES); de 1979 a 1981 foi Professor de Ensino Religioso na Escola Estadual de Ensino Fundamental e Médio José Bonifácio, em Erechim; de 1982 a agosto de 1983 foi também Professor de Ensino Religioso na Escola Estadual de Ensino Fundamental e Médio de Aratiba.
Foi Diretor Executivo da Rádio Aratiba (Emissora da Fundação Cultural de Aratiba), de 1982 a 31 de agosto de 1983. De agosto de 1985 a 1995 foi Professor no Instituto de Teologia e Pastoral (ITEPA).

## Episcopado
No dia 16 de novembro de 1987 foi nomeado bispo coadjutor da diocese de Erexim, pelo Papa João Paulo II. Foi ordenado bispo pelo Núncio Apostólico do Brasil, Dom Carlo Furno, em 17 de janeiro de 1988.
Como bispo coadjutor, no período de 1988 a 1993 foi Vigário Geral, Coordenador de Pastoral e Coordenador da Cúria Diocesana de Erexim. Em 26 de janeiro de 1994, com a renúncia de Dom João Hoffmann, assumiu o governo da diocese de Erexim.
Como bispo assumiu os seguintes encargos: de 1994 a 2002 foi Presidente do Patronato Agrícola e Profissional São José de Erechim; de 1994 a 2003 foi o Bispo Referencial do Setor de Animação Missionária e do Projeto Igrejas Solidárias Sul-3 – Moçambique; em 1994 foi Membro do Conselho Universitário da URI em Erechim, membro do Conselho Curador da FAPES; em 1995 foi Diretor Presidente da Sociedade Rádio São José Ltda (Rádio Virtual FM); de 2000 a 2007 foi Bispo Referencial do Setor Pastoral Familiar do Regional Sul-3 da CNBB; em 2003 foi Presidente do Conselho de Administração do Patronato São José; em 2005, membro do Conselho Fiscal do Lar da Criança e de 2008 a 2011 foi membro da Comissão para a Liturgia do Regional Sul-3.
No dia 6 de junho de 2012, o Papa Bento XVI aceitou o seu pedido de renúncia por limite de idade, nomeando o capuchinho Dom José Gislon como seu sucessor na cátedra de Erexim. 

## Morte
Depois de mais de ano de intenso tratamento de saúde devido a um linfoma no fêmur da perna esquerda, Dom Girônimo Zanandréa, segundo Bispo da Diocese de Erexim, morreu em sua residência dia 3 de novembro de 2019.